# 藤原成通
藤原 成通（ふじわら の なりみち）は、平安時代後期の公卿・歌人。藤原北家中御門流、権大納言・藤原宗通の四男。官位は正二位・大納言。蹴鞠・今様・笛・乗馬・早業・和歌の達人として知られ、特に蹴鞠においては後世まで「蹴聖」と呼ばれて、長く蹴鞠の手本とされた。人柄も優美で明朗、誰からも好かれ、白河上皇の取り巻きの中でもずば抜けた人物だったと言われる。

## 経歴
成通の家系は、曽祖父・頼宗、祖父・俊家いずれも右大臣にまで昇進したが、父が白河法皇の側近でありながら大臣に至ることなく50歳で没したために、摂関家や村上源氏に押される形で衰退の一途を辿っていた。
8歳で叙爵して10歳の時に鳥羽天皇即位に併せて侍従に任じられる。白河法皇の寵臣であり、弁が立ち、諸道にも優れていたが、失言も多かったらしく（『古事談』）、大治4年（1129年）に白河法皇が成通を公卿に推挙した際も鳥羽上皇の反対で実現しなかった。また、当時の参議要件の一つとされていた蔵人頭に就任できなかった事も出世を遅らせる原因となった。天承3年（1131年）に参議となり、康治2年（1143年）に正二位、保元元年（1156年）には大納言に昇ったものの、出世の望みは薄いとして平治元年（1159年）に出家してしまう。だが、皮肉にも直後から同族の昇進が相次ぎ、大臣任命が相次ぐ事になった。『月詣和歌集』によれば西住に憧れての出家だったとされる。
笛・和歌・漢詩・今様・馬等諸道に精通したが、特に彼の名を後世に知らしめているのは蹴鞠であり、「蹴聖」と賞賛された。「台盤に乗って鞠を蹴ったが音一つしなかった」「侍の肩の上に乗って鞠を蹴ったが当の侍はそれに気付かなかった」「成通が蹴る鞠は雲に届いた」「清水の舞台の欄干を蹴鞠をしながら一往復した」など様々な伝説が伝えられている。彼の日記『成通卿口伝日記』には、彼が蹴鞠の上達のためにいかに努力してきたかが綴られている。また、今様では、後白河天皇と並ぶ達人としても知られており、『十訓抄』には薬師如来に今様を奉納して他人の病を治したという説話が伝えられている。また、寂超や西行が在俗時代に上司として仕えており、特に西行とはその縁から生涯にわたって親交が篤く共に和歌に親しんだ事でも知られている。和歌は『金葉和歌集』・『千載和歌集』等の勅撰和歌集に23首採録されており、歌集に『成通集』がある。
寂超作と推定されている『今鏡』では人間味溢れる教養人として好意的に描かれており、身の軽さから「追っ手の男たちを尻目に軽々と築地を飛び越え女の元へ通う」話なども記され、大臣になれずに出家してしまった事を非常に惜しまれている。

## 成通と鞠の精
『成通卿口伝日記』によると、成通は蹴鞠庭に立つこと7000日、うち2000日は連日蹴り続けた。1000日休まず蹴鞠をする千日行を達成した日、蹴鞠仲間を集めて祭式を行なった。庭に二つの棚を用意し、ひとつには毬を300個あまり、もうひとつの棚には御幣などの飾りを置いた。毬を蹴り、地面に落ちることのない技を見せたのち、御幣を取って毬に捧げて礼拝し、その後祝宴を開いた。
その夜、成通が日記を書こうと墨をすっていると、棚から毬が転がり落ちて成通の前で止まった。よく見ると顔は人間、手足体は猿の童子3人が毬を抱えて立っていた。驚いた成通が問いただすと、自分たちは毬の精であり、千日行のお祝いと祭式の供え物のお礼に現れたと言い、それぞれに前髪をかき上げ、額に金色の文字で書かれた各名「春楊花（しゅんようか）」「夏安林（げあんりん）」「秋園（しゅうえん）」を見せた。
その毬の精たちによると、人が蹴鞠をしているときは毬に憑き、しなくなると柳の林に戻ると言い、「人々が蹴鞠を愛好する時代は国も栄え、よい人が政治をし、福がもたらされ、寿命も長く、病気もない。また、人の心はたえず思い乱れるものだが、蹴鞠の愛好者は庭に立てば毬のことだけ考えるので心が軽くなり、輪廻転生にもよい影響を及ぼす縁が生まれ、功徳も進む」と説いた。さらに、蹴鞠のとき名前を呼べばいつでも参上して奉仕するが、木を伝って参るので木のない庭毬は好まないこと、こういう者がいることを心がけてくれれば守護することを告げ、再び消えてしまった。

## 系譜
- 父：藤原宗通
- 母：藤原顕季の娘
- 妻：藤原敦兼の娘（1108 - 1120）
- 妻：藤原基隆の娘
- 養子・猶子
  - 猶子：藤原泰通 - 実は藤原為通の子
  - 養子：藤原有通 - 実は源行宗の子

## 関連作品
- 澁澤龍彦「空飛ぶ大納言」『唐草物語』所収
- 成通卿口伝日記